# ميلتون سانتوس
ميلتون سانتوس (بالبرتغالية: Milton Santos‏) هو جغرافي ومحامي برازيلي، ولد في 3 مايو 1926 في Brotas de Macaúbas ‏ في البرازيل، وتوفي في 24 يونيو 2001 في ساو باولو في البرازيل بسبب سرطان البروستاتا.

## وصلات خارجية
- ميلتون سانتوس على موقع IMDb (الإنجليزية)
- ميلتون سانتوس على موقع قاعدة بيانات الفيلم (الإنجليزية)